# 孟菲斯灰熊
孟菲斯灰熊（英語：Memphis Grizzlies），是一支位於美國田納西州孟菲斯的NBA籃球隊，分屬於西區的西南組，主場為聯邦快遞廣場。現任總教練為泰勒·詹金斯。
1995年，球隊創立於温哥華，命名為溫哥華灰熊（Vancouver Grizzlies），是第二支非美国本土的NBA球队（第一支是多伦多猛龙）。2001年，球隊遷至美國孟菲斯，更名為現今的孟菲斯灰熊。之後非美國本土的NBA球隊只剩下多倫多暴龍。

## 歷史

### 建隊初期與沙里夫·阿卜杜·拉希姆時代（1995—2001）
灰熊隊在1995年誕生，原本的主場在加拿大溫哥華，而這個地方是以「大灰熊」為代表性動物，所以在加盟NBA之後隊名也繼續沿用。在最初幾年的NBA賽季中，灰熊連續四個賽季勝績未超過20場，還創下NBA史上23場連敗的紀錄。因為NBA的選秀制度讓灰熊在1995年有布莱恩特·里弗斯加入。
1996年沙里夫·阿卜杜·拉希姆也加入隊伍，其生涯第一個球季就有著平均18.7分6.9籃板的表現堪稱當時灰熊頭號戰將，但儘管拉希姆在1997年到2000年連四個球季都有平均至少20分7籃板以上的亮眼表現，戰績仍積弱不振，尤其1999年縮水球季全年只有8勝42敗的戰績，是懸掛了13年單季的勝場最少的記錄，直到2012年球季才被夏洛特山貓的7勝59敗打破。當年球季結束後，利用選秀權第二順位選到的明星後衛史蒂夫·弗朗西斯甚至拒絕加入灰熊。

### 保羅·蓋索時代（2001—2008）

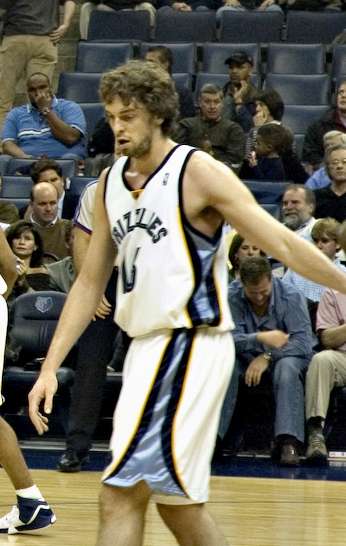
保羅·蓋索。

2001年灰熊遷至美國曼非斯而更改隊名為現今的孟斐斯灰熊，也將沙里夫·阿卜杜·拉希姆交易換到當年選秀探花保罗·加索尔，並大量引進人才。首先是贾森·威廉姆斯，接著洛伦岑·怀特還有肖恩·巴蒂尔等球員加入。到2002年NBA名將杰里·韦斯特擔任球隊新的業務總裁，同時球隊獲得美國聯邦快遞公司的資助。保罗·加索尔在新人球季即有17.6分8.9籃板2.1阻攻的亮眼成績，不但拿下當年新人王，更成為球隊新希望，又加入了射手迈克·米勒。
2004年球季灰熊不但首次進軍季後賽，更是隊史第一個50勝的球季，成績是西區第六，因為這樣驚人的表現讓杰里·韦斯特當選年度最佳經理人、總教練胡贝尔·布朗則獲得年度最佳教練的榮譽。灰熊在季後賽第一輪被馬刺直落4橫掃。
2005年球隊再度打進季後賽，但是被太陽直落4橫掃，2006年又被獨行俠橫掃。贾森·威廉姆斯和洛伦岑·怀特還有肖恩·巴蒂尔都相繼離隊。
2007年2月15日，灰熊成為NBA史上首支在明星賽前，常規賽落敗場數達到40場以上的球隊，創下了難堪的紀錄。
2007年球季保罗·加索尔因傷缺陣使球隊跌出季後賽行列，最終在2008年球季中保罗·加索尔被交易至湖人換取夸梅·布朗和加瓦利斯·克里坦顿以及阿隆·麦凯還有一個2010年的第二輪選秀權。

### 老八傳奇與黑白雙塔（2008—2016）

#### 2011-12年球季：黑熊傳奇

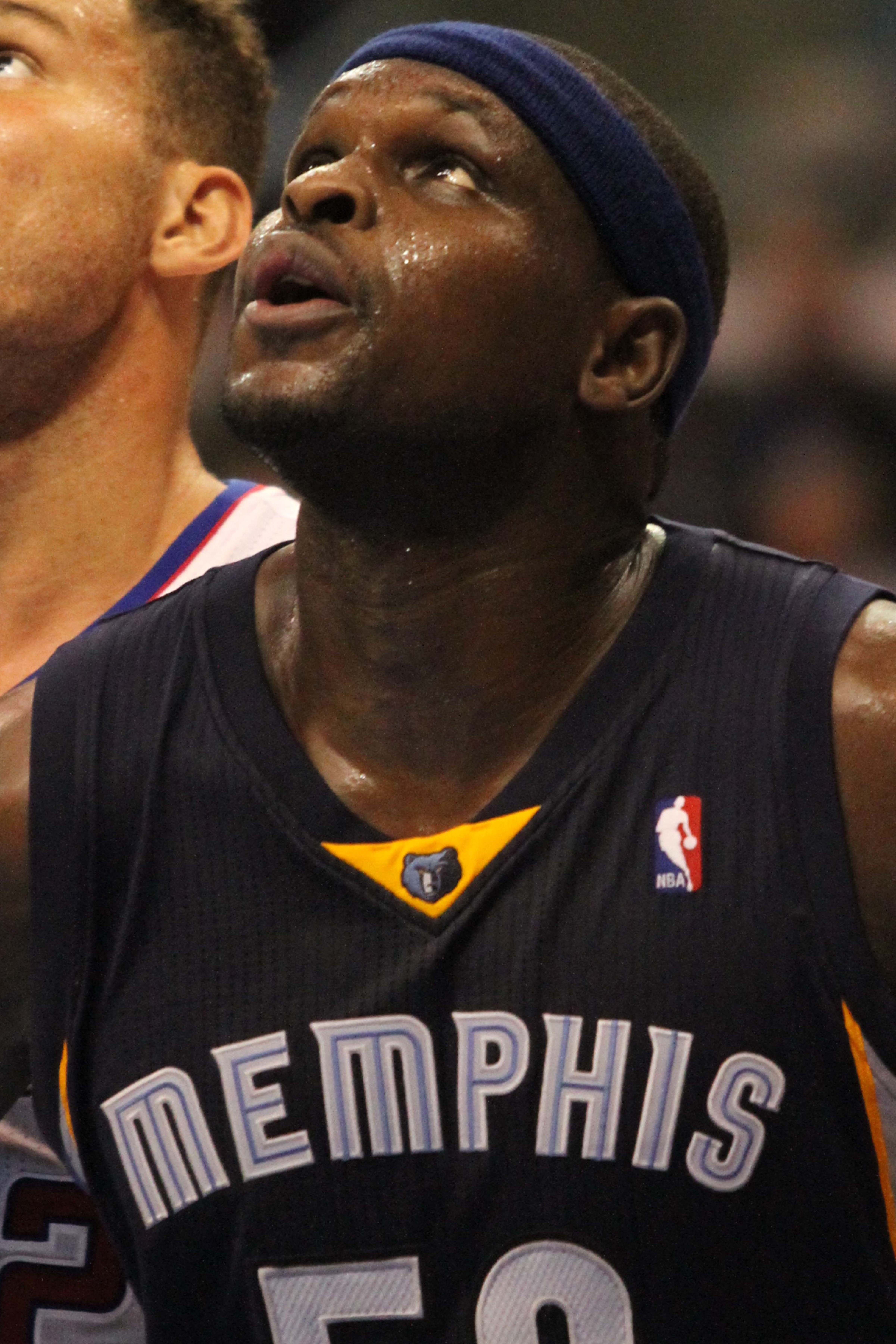
扎克·藍道夫。

2010年灰熊進行了大幅度調整，球隊成員除了黑白雙塔(扎克·藍道夫和馬克·蓋索)外，還有為夢九隊在2010年土耳其籃球世錦賽上拿到金牌的前鋒魯迪·蓋伊和曾在與金塊的比賽中砍下40分的後衛O·J·梅奧；以及來自伊朗的外援哈米德·哈達迪和來自委內瑞拉的外援格雷維斯·瓦斯奎茲；再加上從火箭回歸的防守尖兵尚恩·巴提耶，讓年長球隊完全招架不住。
2010-11年球季季後賽，擁有常規賽61勝21負戰績的西區第一種子聖安東尼奧馬刺對灰熊完全拿不出辦法，在整個系列賽中，灰熊一直占有內線優勢；馬刺在季後賽3分投籃率、罰球命中率都失準，灰熊則掌握全場速度、球員年輕化、年輕球員體力佳的新奇戰術，在不被所有專家看好的情況下，爆冷淘汰西區例行賽戰績第1的馬刺。灰熊成為NBA歷史上第4支第8種子球隊晉級第2輪比賽。亦是於2003年NBA首輪改為7戰4勝制後第2支以第8種子淘汰第1種子的球隊。而扎克·藍道夫最後一節獨取17分，最後時刻連續命中高難度進球，成為幫助灰熊完成老八傳奇的最大功臣。
不過到了西區準決賽因跟俄克拉何马城雷霆打了7戰加上4次延長賽，體力完全跟不上，最終以3:4被淘汰出局。

#### 2012年季後賽
2011-12年球季季後賽，擁有主場優勢的灰熊首輪碰上洛杉磯快艇，第1戰半場結束19分領先，甚至在前三節還保持85：64二十一分領先，沒想到快艇在克里斯·保羅領軍下在第四節開始絕地大反攻，末節打出35：13的攻勢，最後灰熊98：99遭到快艇逆轉，雖然在第2戰105：98扳回一城，第3戰跟第4戰分別以86：87、97：101敗給快艇，系列賽陷入1勝3敗劣勢。儘管灰熊把戰局拉到第7戰還是以72：82十分之差遭到淘汰。

#### 2013年季後賽：隊史首次打進西區決賽
2012-13年球季季後賽，灰熊首輪再度碰上快艇。灰熊雖然第1戰慘敗，第2戰被絕殺，但卻拉出一波4連勝，以4:2擊沉快艇。
半決賽再度碰上俄克拉何马城雷霆。先在客場吞1敗再以4連勝淘汰雷霆，這也是灰熊隊史首次打進西區決賽。
但在与聖安東尼奧馬刺的西部决赛中以83：105、89：93、93：104、86：93直落4遭马刺横扫，飲恨放暑假。

#### 2013-14年球季
2013-14年球季季後賽，第7種子灰熊首輪再度碰上了去年西部半决赛的对手雷霆。尽管第1戰以86：100就输掉了比赛。但是他们在例行賽時就非常擅长加班，接下來2戰都在第4节打平，直到延長赛才分出胜负，以客场111：105、主场98：95，反以2：1超前。第4戰由于灰熊全场消耗了大量的体力，以89：92再次被雷霆击败。
第5戰又是加时赛，凯文·杜兰特在关键时刻3分出手不中。虽然塞尔吉·伊巴卡补篮得分，但是录像回放后，裁判认为此球出手时已经超时。最后灰熊以100：99，1分差险胜雷霆。
第六場球员们再次耗尽了过多的体力，扎克·兰多夫他们的攻击力和速度完全跟不上杜兰特和拉塞尔·威斯布鲁克。再加上康利又在比赛中腿筋拉伤提前退场，导致以84：104惨败。兰多夫因为在比赛中拳击对手被联盟禁赛，无法参加抢七大战。托尼.阿伦又因为头痛减少了出场时间。康利可能因为伤势加重而无法参加抢七大战，这对于队员们来说是一个巨大的考验。因为内线还有马克·加索尔。他们还要带领全队继续前进，为了孟菲斯，灰熊把任务交给了交给马克.加索尔和尤德里。
第7戰灰熊用尽了最后剩余的兵力，全力继续战斗，可是在大好开局的情况下，再一次被雷霆追上。能与杜兰特他们对抗的只有考特尼·李，迈克·米勒，泰夏安·普林斯，本诺·尤德里和马克·加索尔五个人。加上系列赛打进多次加时赛付出了极大的代价，灰熊早就伤痕累累。雪上加霜的是，詹姆斯·约翰逊因为旧伤复发，这位融合两个伟大姓氏的前锋在关键时刻突然在球场上倒下，再也无法回到场上。双方禁区力量失衡带给雷霆压倒性的庞大优势。马克·加索尔脖子和手臂还是感到疼痛，他已经因为各种小伤缺阵了23场常规赛，不够能力去防守杜兰特和威斯布鲁克。最后，灰熊以109：120大败。不仅改变不了第7場赢不了的命运，就连最后晋级希望的一投也被雷霆队的闪电埋葬了。威斯布鲁克的复出，迈克·康利，托尼·阿伦和昆西·庞德塞特的伤病，兰多夫和卡拉希斯的禁赛是这场比赛惨败的原因。

#### 2014-15年球季
灰熊本季55勝27敗，大半時間維持在西區老二，但季末的亂流讓他們只能排名西南組第三、西區排名第五。
灰熊在季後賽首輪碰上了去年打進西區半決賽的波特蘭拓荒者，儘管拓荒者是西北組冠軍，由於戰績落後西區排名第三快艇4場勝差，所以首輪反而是灰熊握有主場優勢。最終4:1獲勝晉級第二輪。
第2輪對上西區龍頭金州勇士，儘管灰熊一度取得2:1領先，讓勇士陷入困境，但隨著看管「浪花兄弟」十分有心得的鋒衛大鎖托尼·阿伦因傷高掛免戰牌，灰熊再也無力抵禦。最終灰熊以2：4（86：101、97：90、99：89、84：101、78：98、95：108）不敵勇士，結束本球季。同年7月13日，灰熊宣佈與马克·加索尔續約，簽訂了一份為期5年1.1億美元的合約。

#### 2015-16年球季：球團傷殘，戰魂依然
灰熊在上個賽季不敵勇士後，打算也跟進打小球。沒想到雖然依舊排名西區前8強，卻失去了以往強大的防守功力。
更慘的是，雙塔之一的「白熊」马克·加索尔因骨折導致賽季泡湯，加上其他傷兵，灰熊陷入絕境，幸好另一座巨塔「黑熊」扎克·兰多夫及時補上缺口，還繳出個人生涯首个三双。
雖然藍道夫回歸，灰熊傷兵之多仍拖累著球隊，例行賽結束前夕，外界認為放棄季後賽才是最佳選擇，但替補上陣的雲斯·卡達等一眾老將卻卯足全力，認真對待每一場比賽，最後灰熊靠著太陽擊敗火箭，以第七種子身分連續六年進入季後賽，但在首輪就被馬刺直落4橫掃，其中系列賽第2戰灰熊全場只拿到68分、首節拿下11分，雙雙寫下隊史季後賽得分新低。
5月初，灰熊解雇了主帅大卫-乔尔格。2016年5月31日，邁阿密熱火隊的助理教練大衛·費茲戴爾正式被任命為灰熊隊的主教練。

### 轉型陣痛期（2016–2018）

#### 2016-17年球季

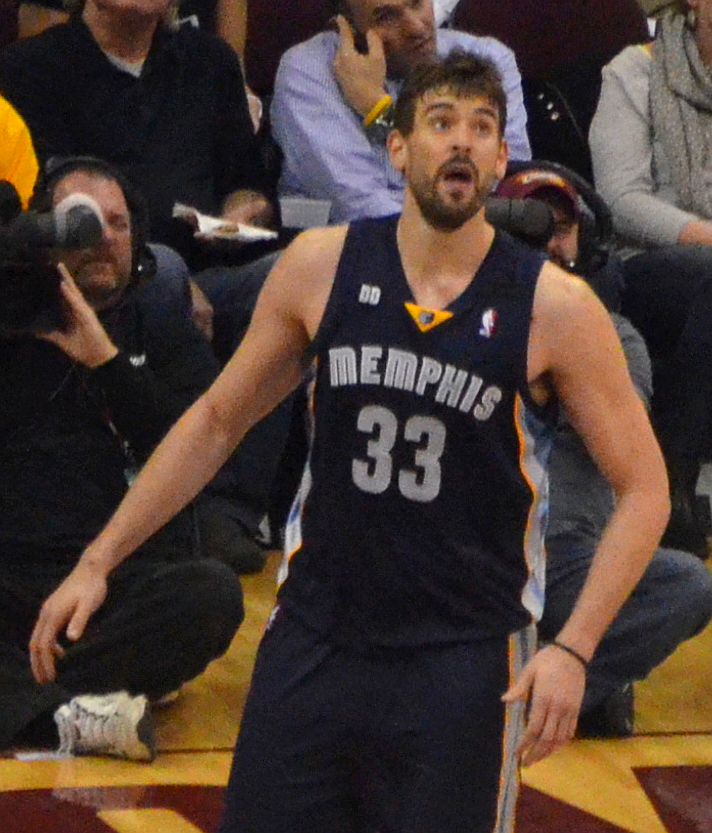
马克·加索尔。

2017年1月7日，灰熊客場挑戰勇士，在前三節打完落後19分的情況下，於第四節打出一波32比13的攻勢並把比賽逼入延長賽，最後以128：119取得勝利。這場勝利除了讓灰熊成為近兩季以來首支能夠單季2度擊敗勇士的球隊外，同時也終結NBA歷史上球隊在前三節落後19分的情況下連662場輸球的紀錄。
2017年2月7日，灰熊主場迎戰馬刺，40歲的老將文斯·卡特於比賽中送出4記火鍋封阻，成為隊史上也是NBA史上第一位40歲以上能繳出4火鍋以上的後場球員。最終球隊也以89：74擊敗馬刺。
2017年3月14日，灰熊主場迎戰公鹿，文斯·卡特於比賽中8投全中並包含6記三分球攻下24分5籃板3抄截，成為隊史上也是NBA史上第六位40歲以上能得到至少20分的球員，同時也創下歷史上首位40歲以上能夠在單場投進至少6記三分球的球員。最終球隊以113：93主場贏球。
2017年3月15日， 灰熊作客老鷹，當家中鋒马克·加索尔拿下18分10籃板10助攻，除了個人生涯第三次拿到大三元以外也成為隊史大三元次數最多的保持人，終場灰熊也以103：91擊敗老鷹。
2017年3月31日，灰熊主場99：90擊敗獨行俠，完成隊史連續7年晉級季後賽的紀錄。
該季灰熊以43勝39敗的戰績作收，以西區第7種子的身分晉級季後賽季。季後賽第一輪對手是西區第二，例行賽戰績61勝21敗的聖安東尼奧馬刺。
2017年4月16日，季後賽首戰挑戰主場的聖安東尼奧馬刺，此戰前灰熊於例行賽最後一場比賽損失防守大鎖Tony Allen（後大腿拉傷）宣布首輪報銷，钱德勒·帕森斯也於一個月前宣布本季報銷（左膝半月板撕裂），主力球員缺陣的情況下以82：111慘敗。此戰主力中鋒马克·加索尔以超過5成的命中率攻下32分5籃板，是灰熊隊表現唯一突出的球員。
2017年4月18日首輪第二場，灰熊一路被壓著打，比賽中曾一度落後近30分，不過在下半場逐漸找回節奏，甚至在第四節中段追到只有4分差距，但是最終不敵馬刺多點開花，以96：82遭逢系列戰2連敗。此戰主力控衛迈克·康利攻下24分8助攻，大前鋒扎克·兰多夫板凳出發攻下18分10籃板。賽後總教練大衛·費茲戴爾於記者會上拍桌痛批裁判不公，除了不滿裁判在禁區的吹判尺度有所偏頗外，也批評裁判可以讓馬刺球星科懷·雷納德一個人的罰球（19次）比灰熊整隊的罰球（15次）還來得多，最後以一句Take That For Data掀起話題。事後費茲戴爾被聯盟罰款3萬美金，不過當家球星迈克·康利在與隊友討論過後表示願意為教練付錢，曼非斯當地也有企業主動表示會幫忙繳交罰款，而球迷也在第三戰開始之前紛紛去購買印製Take That For Data的衣服來力挺自家主帥，費茲戴爾在接受採訪時表示自己很高興讓球員和球迷的心能夠團結在一起。
2017年4月21日，灰熊在系列賽0：2的情況下回到主場迎戰馬刺，雙方一路僵持，半場打完僅領先4分，不過灰熊在第三節開局時把握住對手進攻當機的空檔接連猛攻，於第三節結束時將差距擴大到18分同時也鎖定勝局，最終以105：94扳回一城，同時中止球隊在季後賽10連敗給馬刺的紀錄。此戰灰熊5人得分上雙，主力控衛迈克·康利再度繳出24分8助攻的成績，黑白雙熊扎克·兰多夫與马克·加索尔也各自拿下21分，替灰熊鎖定勝局。
2017年4月23日的第四戰，上半場與前一戰類似，半場打完灰熊領先4分，不過下半場馬刺緊追不捨，尤其對方當家球星科懷·雷納德第四節獨拿16分，一度讓馬刺取得兩分領先，後來靠著迈克·康利騎馬射箭追平比數，科懷·雷納德最後一擊失手後進入延長賽。延長賽雙方一路僵持，灰熊雖然頻頻取得領先卻也擋不住雷納德鬼神級的表現，最後灰熊於0.7秒時靠著马克·加索尔一記中距離絕殺馬刺，以110：108將系列賽追成2：2平手。主力控衛迈克·康利攻下35分9籃板8助攻是灰熊能堅持到最後的關鍵，35分也是隊史季後賽球員得分新高；马克·加索尔與扎克·兰多夫也分別有16分12籃板以及12分11籃板的雙十表現，三人突出的表現將系列賽拉回原點。
2017年4月26日，天王山之戰，坐擁主場優勢的馬刺首節和灰熊戰成平手，但灰熊隊在第二節陷入小亂流，半場打完落後馬刺6分，加上第三節開局時灰熊隊進攻當機，分差一度落後達17分之多，儘管隨後靠著迈克·康利在第三節尾聲砍進12分將比分縮小至11分差，第四節開局時靠著高命中率兩度將比分拉近至4分差，但馬刺隊靠著主力球星科懷·雷納德連投帶切維持住差距，再搭配綠葉帕特里克·米尔斯末節四顆三分球擴大差距，終場馬刺便以116：103在主場擊敗灰熊，取得3：2的聽牌優勢。灰熊主力控衛迈克·康利砍進26分外帶4助攻和4抄截，马克·加索尔得到17分7助攻5籃板，全隊總共有5人得分上雙。
2017年4月28日的第六戰，上半場打完灰熊以50：45領先5分，第三節也一度將比分拉大至十分差，但馬刺此時團隊命中率開始急速上升，多點開花讓灰熊在第三節結束時反而以一分落後，第四節球隊擺上進攻型陣容試圖將火力最大化，將比分逆轉成七分領先，但馬刺再度靠著科懷·雷納德穩定供輸搭配老將托尼·帕克撕裂灰熊防線，最後馬刺以103：96客場擊敗灰熊，灰熊以2勝4負遭到淘汰，連續兩年首輪止步，對手也都是馬刺。
2017年6月23日，灰熊在本屆選秀會上沒有任何選秀籤的情況下透過交易換來了第35順位來自加利福尼亞大學柏克萊分校的大前鋒伊凡·拉布和第45順位來自俄勒岡大學的小前鋒狄倫·布魯克斯。

#### 2017-18年球季
2017年7月7日，灰熊官方正式宣布將扎克·兰多夫的背號退休。兰多夫效力球隊的八年中曾帶領灰熊締造老八傳奇、帶領球隊殺進隊史第一次西區冠軍戰、連續七年進入季後賽，可以說是將灰熊打造成西區強權的靈魂人物之一，而這也是灰熊隊史上第一位退休背號的球員。
2017年10月12日，灰熊官方正式宣布將托尼·阿伦的背號退休。阿伦效力球隊七個賽季以來用防守將灰熊碩造成球風強硬且堅忍不拔的形象，因而享有GrindFather的美名，連續七年進入季後賽便是建立在灰熊擁有引以為傲的強硬防守下，這也是灰熊隊史上第二位退休背號的球員。
2017年11月27日，灰熊官方宣布解雇執教不滿兩季的總教練大衛·費茲戴爾，費茲戴爾上個賽季帶領球隊打出43勝39敗和西區第7的成績，最後於季後賽第一輪不敵聖安東尼奧馬刺。本季剛開始時雖有不錯的表現，但是隨後輪串的傷兵潮使球隊開始勝少敗多，截至開除教練前球隊已吞下8連敗，而上次灰熊陷入8連敗的泥沼已經是2009年。對此官方表示，開除總教練純粹為戰績和球隊策略考量，並非打算就此進入重建期，而原本的球隊助理教練J·B·畢克史塔夫將暫代为主教练直到赛季结束。
2018年1月14日，灰熊官方宣布球隊主控迈克·康利將接受左腳跟手術，同時宣布本季報銷。本季留下12場出賽，場均17.1分和4.1次助攻的成績。
2018年3月15日，灰熊在主場以110-111惜敗芝加哥公牛，寫下19連敗的堪紀錄。而19連敗同時也是灰熊隊史第二長的連敗紀錄，僅次於1996年的23連敗。兩日後在主場以101-94擊敗作客的丹佛金塊，終止連敗紀錄。
2018年3月22日，夏洛特黃蜂在主場以140-79大勝來訪的灰熊，61分的差距為NBA近二十年來首支輸球達60分以上的球隊，除了寫下灰熊隊史單場輸球分差最多的紀錄外，也創下NBA史上單場比賽分差第6大的難堪紀錄。
2018年4月4日，灰熊客場以95-123不敵新奥尔良鹈鹕，寫下客場17連敗的紀錄，為隊史第二長的客場連敗紀錄（隊史紀錄為2008年18連敗）。將近一個禮拜後才在客場以113-94擊敗明尼蘇達灰狼，終止客場17連敗。
2018年4月8日，灰熊主場迎戰底特律活塞，當家中鋒马克·加索尔繳出20分、9籃板、9助攻、1抄截和1阻攻的成績，成為NBA史上第三位單季取得300次助攻、投進100顆3分球和100記阻攻的球員。本季最後一場的主場也以130以117拿下勝利。
該季灰熊以22勝60敗的戰績作收，排名西區倒數第二，同時也是全聯盟戰績第二差的球隊。本季戰績為2007-08年以來勝率最差的一季，並終止連續7年晉級季後賽的隊史紀錄。不過聯盟第二差的戰績同時也使得灰熊在本屆的選秀會上將有19.9%的機率抽中狀元籤，而最後抽籤日抽到第4順位，本屆選秀灰熊握有首輪4號籤和次輪2號籤。
2018年5月2日，灰熊宣布和代理總教練J·B·畢克史塔夫簽下一紙為期3年的合約，正式從助理教練轉為總教練。
2018年6月22日，灰熊於第4順位選擇來自密西根州立大學的大前鋒小杰倫·傑克森，於第32順位選擇來自西維吉尼亞大學的控衛傑文·卡特。

### 重建期（2018–至今）

#### 2018-19年球季
2018年12月1日，灰熊新秀小杰倫·傑克森在客場對上布魯克林籃網的比賽中拿下36分，以19歲又77天的年紀成為NBA史上第三年輕單場得分超過30分的球員，同時也是隊史新秀年得分第二高的球員，和狄倫·布魯克斯齊名，最高得分則是沙里夫·阿卜杜·拉希姆的37分，最終灰熊在延長賽以131：125踢館成功。
2019年2月7日，基於球隊考量，灰熊決定與多倫多暴龍達成交易，用中鋒馬克·蓋索換來對方中鋒尤納斯·瓦蘭丘納斯、雙能衛德隆·萊特、小前鋒C·J·邁爾斯和一枚2024年第二輪選秀籤，交易完成後球隊老闆羅伯特・佩拉也對外發表聲明感謝馬克·蓋索11年來的付出，並口頭承諾將在未來退休其33號球衣。
2019年3月28日，灰熊主場以103：118敗給來訪的金州勇士，主將迈克·康利全場取得22分、8助攻，在隊史個人總得分上正式超越馬克·蓋索成為隊史得分王，此前迈克·康利同時也是隊史的助攻王及抄截王，總出場數第一人和三分命中數第一人，五項隊史數據第一也是NBA史上第三位能在單一球隊達成此紀錄的球員，另外兩位分別是印第安那步行者的雷吉·米勒和克里夫蘭騎士的勒布朗·詹姆斯。
2019年4月11日，灰熊在主場以132：117大勝來訪的金州勇士，其中在上半場得了86分，前三節得了114分，皆刷新隊史紀錄，此前隊史半場最高得分為77分，前三節得分則是104分，另外兩隊於首節合砍了86分也刷新灰熊隊史和對手單節得分總和的紀錄，此前是和鳳凰城太陽於第二節合砍77分的紀錄。
本季灰熊以33勝49敗的成績作收，在剛開季時灰熊以進入季後賽為目標，初期一度站上西區龍頭位置，不過隨後開始經歷一波連敗後便一蹶不振，季中甚至曾經跌到西區倒數第二，這當中輸球的因素包含了球員在更衣室鬥毆，以及球隊管理階層鬧出烏龍交易等等，一連串的負面消息連帶使主將馬克·蓋索傾向離隊的立場越來越明顯，最後在球隊決定重建後也送走了蓋索，爾後維持低迷的戰績直到本季結束。本屆選秀大會灰熊只握有一枚首輪選秀籤，而且若沒有取得前8順位，這枚籤將轉為波士頓塞爾提克所有，而本屆採用了新的樂透抽籤制度，灰熊最後以約26.2%的樂透機率和6%的狀元籤機率抽中第二順位，爆冷門擊敗了擁有52.1%樂透機率和14%狀元籤機率的紐約尼克、克里夫蘭騎士和鳳凰城太陽，跌破眾人眼鏡。
2019年4月11日，灰熊宣布解雇總教練J·B·畢克史塔夫，球隊營運總裁克里斯·华莱士降職為球探主管，副總裁約翰·霍林格降職為高階顧問，商業運營總裁傑森·威克斯勒升職為營運總裁，球隊顧問兼助理總經理扎克·克萊曼擔任籃球運營副總裁。
2019年6月11日，灰熊宣布密爾瓦基公鹿的助理教練泰勒·詹金斯將擔任新任的總教練，過去幾年一直在公鹿教練麥克·布丹霍澤底下工作，所以沒意外的話新灰熊的比賽風格會跟過去十年徹底不同，跑動、空間、速度會是球隊未來進攻主軸。
2019年6月19日，灰熊將效力長達12年的當家控衛迈克·康利交易至猶他爵士換來得分後衛格雷森·艾倫、小前鋒傑·克勞德、得分後衛凱爾·柯佛、今年第23號首輪籤與2020年受保護首輪籤。
2019年6月20日，灰熊於第二順位選擇來自莫瑞州立大學的控球後衛賈·莫蘭特，並且用康利交易案中得到的首輪第23號籤和自己原有的2024年二輪籤向奧克拉荷馬雷霆向上交易首輪第21號籤，並選擇來自貢扎加大學的大前鋒布蘭登·克拉克。

#### 2019-20年球季：「榜眼」賈·莫蘭特到來、風格改變
2019年7月1日，灰熊送出小前鋒朱利安·瓦許本和交易特例向金州勇士換來小前鋒安卓·伊古達拉、2024年前四順位、2025年第一順位受保護首輪選秀籤，以及2026年不受保護首輪選秀籤。
2019年7月4日，灰熊送出控衛傑文·卡特和得分後衛凱爾·柯佛向鳳凰城太陽換來小前鋒喬許·傑克森、控球後衛狄安東尼·梅爾頓以及2020年和2021年第二輪選秀籤。另外灰熊隊也送出小前鋒錢德勒·帕森斯向亞特蘭大老鷹換來小前鋒所羅門·希爾和中鋒邁爾斯·普拉姆利。
2019年7月6日，灰熊送出小前鋒C·J·邁爾斯向華盛頓巫師換來中鋒德懷特·霍華德，但隨即裁掉霍華德。
2019年7月16日，灰熊在夏季聯賽總冠軍戰以95:92擊敗明尼蘇達灰狼，拿下此聯賽創立以來隊史第一個總冠軍，新秀大前鋒布蘭登·克拉克此戰攻下15分16籃板4助攻3阻攻，最終拿下決賽和夏季聯賽最有價值球員，同時也入選最佳陣容第一隊。
2019年11月14日，灰熊在客場以119-117戰勝夏洛特黃蜂，新秀賈·莫蘭特以20歲95日之齡，成為灰熊隊史最年輕得到得分、助攻雙十以上的球員，原先的記錄是迈克·康利的20歲102日，同時也是隊史第五位可以在新秀賽季取得20分和10個助攻以上的灰熊球員，另外四位分別是沙里夫·阿卜杜·拉希姆、麥克·畢比、O·J·梅奧、和馬克·蓋索。
2019年11月28日，灰熊在主場以119-121不敵來訪的洛杉磯快艇，先發中鋒尤納斯·瓦蘭丘納斯17投12中外帶30分、16籃板，成為灰熊隊史第三位單場可以得分30分以上、籃板15個以上，和命中率70%以上的球員，前面兩位分別是保罗·加索尔和扎克·兰多夫。
2019年12月13日，灰熊主場以114-127不敵密爾瓦基公鹿，先發大前鋒小杰倫·傑克森上場29分鐘便豪取43分，其中九計三分球是NBA史上最年輕投進九顆三分球的球員並追平隊史單場投入三分球記錄；同時也以20歲89天成為了灰熊隊史最年輕的砍下40分以上的球員；聯盟史上第九位球員在30分鐘內得到43分以上的球員，以及第三節單節26分刷新隊史單節得分記錄。
2020年3月4日，灰熊客場以118-79大勝布魯克林籃網，連同上一場比賽以客場身分127-88大勝亞特蘭大老鷹，連續兩場客場出賽淨勝對手39分，為聯盟首支球隊達成此紀錄，另外也是灰熊隊史第2次連兩戰至少贏對手25分。
2020年8月13日，莫蘭特以12分、13籃板、10助攻，聯手中鋒尤納斯·瓦蘭丘納斯26分、19籃板、12助攻的表現，幫助灰熊隊複賽最終戰以119-106擊敗密爾瓦基公鹿，兩人拿下大三元也創下隊史首次同場比賽兩位球員取得大三元的記錄。最終灰熊以排名西區第九的成績取得季後賽加賽資格，將與排名第八的波特蘭拓荒者進行加賽。
2020年8月15日，灰熊隊與波特蘭拓荒者進行加賽，首節灰熊隊落後分數達雙位數，球隊一路苦追至末節一度取得領先拉開至8分差，然而對手主力得分後衛C·J·麥凱倫末節尾聲連砍八分，加上小前鋒卡梅隆·安东尼關鍵時刻底角的冷箭三分，最終灰熊以122-126不敵拓荒者，2019-20年球季也到此畫下句點。賈·莫蘭特於右手大拇指骨折情況下仍拿下生涯新高的35分，外帶4籃板及8助攻，另外新秀大前鋒布蘭登·克拉克投進四記三分球為生涯新高，攻下20分4籃板，主力中鋒尤納斯·瓦蘭丘納斯也有22分、17籃板、6助攻的好表現。
2020年9月3日，聯盟宣布2019-2020賽季年度最佳新秀為莫蘭特，他是隊史第二位獲得年度最佳新秀的球員，第一位為2001-2002賽季的保羅·蓋索。

#### 2020-21年球季
NBA附加賽，灰熊靠著先發火力凶猛，特別是約納斯·瓦蘭丘納斯完成「雙20」，助灰熊以100比96擊敗馬刺，將會對決金州勇士爭取最後一張季後賽門票。結果，灰熊挺過勇士追擊，最終以117比112勝出搶下第八種子．將在首輪面對猶他爵士，也是雙方季後賽首次碰頭。
爵士首戰以109比112爆冷落敗灰熊，除了陣中主力米契爾缺陣以外，防守上無法有效的守住灰熊的布魯克斯讓他豪取31分，也是落敗原因之一。
第二戰，灰熊莫蘭特表現搶眼，攻下全場最高的47分，但獨木難撐大局，最終以129比141輸給爵士，雙方以1比1打成平手。
帶著1勝1敗回到主場的灰熊，在比賽中一度落後15分，第四節甚至超前比分。但關鍵時刻米契爾再度以救世主姿態現身，突破切入、三分外線加上罰球，個人狂砍10分，帶領爵士在最後階段打出14比2的攻勢，有驚無險地121比111獲勝，灰熊在系列賽1比2落後。
類似前一戰的翻版，灰熊第4戰帶著兩位數落後進入第四節，然後靠著韌性十足的追到僅有1球之差。但關鍵時刻爵士康利和波格丹諾維奇轟進3記重要三分球，被爵士打出一波10比2攻勢重新穩定局面。終場灰熊以113比120敗給爵士，系列賽陷入1勝3敗被聽牌。
第5戰灰熊顯得氣力放盡。首節被爵士就狂飆9記三分球豪取47分，並且一口氣被拉開20分差；之後在對手一路壓制下最終灰熊就以110比126遭到痛宰，在系列賽贏得第1場比賽後連吞4敗結束球季。

#### 2021-22年球季：首次西南組冠軍
在2022年3月25日，灰熊以133：103擊敗印第安納步行者後，連續兩年和確定首次以第二種子晉級季后賽，也是隊史第一次獲得西南組冠軍。
NBA季後賽首輪，灰熊4:2擊敗明尼蘇達灰狼。西岸準決賽，灰熊2:4不敵最終的總冠軍金州勇士。

#### 2022-23年球季：衛冕西南組冠軍
在2023年3月23日，灰熊以130：125擊敗休士頓火箭，連續三年晉級季后賽，也是隊史第二次獲得西南組冠軍，將在季後賽首輪面對稍早在附加賽贏球的洛杉磯湖人。
今天對灰熊來說，最觸目驚心的一刻出現在第4節，莫蘭特切入後在空中和對手有身體接觸，他倒地時，原本季末就已經受傷且貼紮的右手似乎再度受傷，他面露痛苦表情，並大聲向場邊喊叫，示意他必須離場接受治療，灰熊的傑克森（Jaren Jackson Jr.）今天攻下全場最高31分，貝恩（Desmond Bane）挹注了22分，提前退場的莫蘭特有18分、6籃板進帳，仍以112比128「遭到下剋上」敗給洛杉磯湖人，在季後賽首戰吞下敗仗（也是灰熊連續三次於每輪季后賽的首場皆失利）。
2023年4月20日，灰熊與湖人迎來季後賽首輪系列賽的第二戰，吞下系列戰首敗的灰熊雖然少了頭號球星莫蘭特的情況下，卻在首局就打出一波30比19的攻勢，雖然湖人在第四節一度將分差縮小到個位數，仍維持領先到比賽結束，終場就以103比93戰勝湖人，兩隊系列戰戰成一比一平手。
2023年4月23日系列賽第3戰，曼菲斯灰熊客場出戰洛杉磯湖人，球隊主控莫蘭特此役回歸，他在後場搭檔Dillon Brooks被驅逐出場的情況，爆發砍下45分但仍無法拯救球隊，終場灰熊以101比111輸球，系列賽1比2落後。
2023年4月23日，已經陷入1勝2敗落後的灰熊，雖然莫蘭特有13分、7助攻與3次抄截；後衛巴恩則投出36分全場最高，並包含7籃板與3次助攻，卻依舊無法守住領先優勢，最終遭到湖人第四節末追平，在延長賽以111比117遭到逆轉，系列賽1勝3敗陷入被淘汰危機。
陷入絕境的灰熊隊拒絕放棄，第5戰莫蘭特和貝恩同場得分超過30分，莫蘭特第二節更上演「隔扣」湖人當家球星詹姆斯畫面，最終助灰熊以116：99留下主場勝利，將戰局延長到第6戰。
2023年4月29日，西區季後賽首輪G6，灰熊客場對決湖人，未料戰局一面倒，陷入背水一戰的灰熊，在本場比賽上半場表現荒腔走板，進攻非常不順，第一、二節分別只拿下20和22分，當家球星莫蘭特也遭到重兵看守，半場僅8次出手，命中2球，攻下7分，灰熊被打得無力招架，第四節一度落後達到39分，湖人主力球員詹姆斯、Anthony Davis一派輕鬆在場邊當啦啦隊，球賽勝負早已定調，比賽提前淪為垃圾時間，終場灰熊85：125遭到湖人痛宰，系列賽2：4止步首輪。連續兩個球季於季後賽都是因為首場於主場失利，而沒有在對手主場拿下一場比賽的勝利後最終被淘汰。

#### 2023-24年球季
2023年5月14日，在其友人达文特·帕克（Davonte Pack）的Instagram直播中，莫兰特坐在汽车前排，再次出现持枪的镜头。事后被NBA以“鲁莽且不负责任的持枪行为”为由处以禁赛25场的处罚
2023年6月22日，灰熊與波士頓塞爾提克、華盛頓巫師進行三方交易，巫師二當家波爾津吉斯（Kristaps Porzingis）將改披塞爾提克戰袍，與塔圖姆（Jayson Tatum）、布朗（Jaylen Brown）組成綠衫軍新的三巨頭。 塞爾提克將Smart交易到灰熊，巫師得到Tyus Jones以及來自塞爾提克的今年35順位選秀權，灰熊則將今年首輪25順位的籤以及2024年來自於金州勇士的首輪選秀權送到塞爾提克，Porzingis同意行使下賽季價值3600萬美元的球員選項。
2023-24賽季，例行賽以27勝55負的戰績，無緣季後賽。

#### 2024-25年球季
2024-25賽季，例行賽以48勝34負的戰績，進入附加賽。對上金州勇士以116-121落敗，失去西區第七種子。但對上達拉斯獨行俠以120-106獲勝，取得西區第八種子晉級季後賽。首輪對上西區第一種子奧克拉荷馬雷霆，系列賽遭到0-4橫掃，賽季結束。

## 退休球衣號碼
灰熊宣布計劃在2022年1月28日退役托尼·阿伦的9號。在2018-19賽季的交易截止日交易了馬克·蓋索之後，球隊宣佈蓋索的33號將退役。在交易了邁克·康利之後，球隊宣布他們將退役康利的11號球衣。 2021年11月24日，在聯邦對東尼·阿倫的前NBA球員詐保案件進行調查期間，阿倫要求灰熊延期他的球衣退役。
| 曼菲斯灰熊退休球衣號碼 | 曼菲斯灰熊退休球衣號碼 | 曼菲斯灰熊退休球衣號碼 | 曼菲斯灰熊退休球衣號碼 | 曼菲斯灰熊退休球衣號碼 |
| 背號                   | 球員                   | 位置                   | 時間                   | 退休日期               |
| ---------------------- | ---------------------- | ---------------------- | ---------------------- | ---------------------- |
| 9                      | 托尼·阿伦              | 得分後衛 / 小前鋒      | 2010-2017              | 2025年3月15日          |
| 33                     | 馬克·蓋索              | 大前鋒 / 中鋒          | 2008-2019              | 2024年4月7日           |
| 50                     | 扎克·兰多夫            | 大前鋒                 | 2009–2017              | 2021年12月11日         |
|                        | Don Poier              | 主播                   | 1995–2005              | 2005年4月20日          |

## 主場場館
- 通用體育館（1995年至2001年）
- 金字塔体育馆（2001年至2004年）
- 聯邦快遞廣場（2004年至今）

## 外部連結
- 官方網站 （页面存档备份，存于）（英文）